# Kapmes
Kapmes (Melaniparus afer) är en afrikansk fågel i familjen mesar inom ordningen tättingar.

## Utseende och läten
Kapmesen är en medelstor till stor (14–15 cm) mörkgrå mes med svart på huvud och bröst och en vit kil på nedre delen av ansiktet. Den skiljer sig från liknande somaliames och akaciames genom tydligt brungrå (ej blågrå) rygg, beige (ej grå) på buk och flanker och en proportionellt kortare stjärt. Sången är en ringande vissling, "klee-klee-klee-cheree-cheree", medan varningslätet är ett hårt "chrrr".

## Utbredning och systematik
Kapmes förekommer i sydligaste Afrika och delas in i två underarter med följande utbredning:
- Melaniparus afer afer – södra Namibia och sydvästra Sydafrika
- Melaniparus afer arens – sydcentrala Sydafrika och Lesotho

### Släktestillhörighet
Kapmes placerades tidigare liksom övriga mesar i Afrika i släktet Parus, men har lyfts ut till det egna släktet Melaniparus efter genetiska studier från 2013 som visade att de utgör en distinkt utvecklingslinje.

## Levnadssätt
Kapmesen hittas i fynbos och karroosnår, ofta intill gamla byggnader och klippiga utsprång. Födan består av små ryggradslösa djur, framför allt getingar, myror, skalbaggar, spindlar och larver. Fågeln häckar mellan augusti och mars, möjligen kooperativt. Arten är stannfågel eller lokalt nomadisk.

## Status och hot
Arten har ett stort utbredningsområde och en stor population med stabil utveckling och tros inte vara utsatt för något substantiellt hot. Utifrån dessa kriterier kategoriserar internationella naturvårdsunionen IUCN arten som livskraftig (LC). Världspopulationen har inte uppskattats men den beskrivs som sparsamt förekommande i hela utbredningsområdet.